# Бойерос
Бойерос (исп. Boyeros) — один из 15 муниципалитетов (районов) столицы Гаваны Кубы. Расположен в юго-западной части города. Этот муниципалитет занимает площадь 134 км², что делает его одним из самых крупных по территории в столичном регионе. Границы Бойероса простираются от городской черты Гаваны до международного аэропорта имени Хосе Марти, создавая своеобразный «воздушный коридор» столицы.
Муниципалитет был официально образован в 1976 году в результате административной реформы, объединившей несколько территорий, включая бывший город Сантьяго-де-Лас-Вегас. Это решение было частью масштабного переустройства административной системы Кубы, когда вся страна была разделена на 168 муниципалитетов и один особый муниципалитет Исла-де-ла-Хувентуд. В 2004 году население муниципалитета Бойерос составляло 188 593 человека. Общая площадь 134 км², плотность населения составляет 1407,4/км².

## История
Особенностью демографической истории Бойероса является массовая миграция жителей Канарских островов в XVIII, XIX и начале XX века. Это переселение оказало значительное влияние на культурный облик района, привнеся элементы канарской архитектуры, кулинарные традиции и диалектные особенности в испанский язык местных жителей.
История Бойероса тесно связана с развитием авиации на Кубе. После открытия аэропорта имени Хосе Марти в 1930 году первый внутренний рейс в Сантьяго-де-Куба был выполнен уже 30 октября того же года авиакомпанией Compania Nacional Cubana de Aviacion Curtiss (ныне Cubana de Aviacion). В мае 1945 года состоялся первый международный коммерческий рейс из Гаваны в Майами, выполненный кубинским перевозчиком. Одним из драматических эпизодов в истории аэропорта стала бомбардировка 15 апреля 1961 года, когда самолёт Douglas A-26 Invader атаковал объект в преддверии запланированной ЦРУ операции по свержению правительства Фиделя Кастро.
По данным на 2004 год, население Бойероса составляло 188 593 человека, что при площади 134 км² даёт плотность населения около 1407,4 человек на квадратный километр. Однако более поздние данные из списка муниципалитетов указывают, что к 2011 году численность населения возросла до 196 834 человек.

## Экономика и инфраструктура

### Международный аэропорт имени Хосе Марти
Ключевым экономическим объектом Бойероса является международный аэропорт имени Хосе Марти — главные воздушные ворота Кубы и крупнейший аэропорт страны. Этот транспортный узел, также известный под неофициальным названием «аэропорт Ранчо Бойерос», расположен всего в 18 км к юго-западу от центра Гаваны.
Аэропорт имеет богатую историю: его строительство началось в 1929 году на месте бывшего летного поля «Колумбия», а официальное открытие состоялось 24 февраля 1930 года. Сегодня аэропорт обслуживает около 3,5-4 миллионов пассажиров в год и располагает пятью терминалами:
1. Терминал 1 — обслуживает внутренние рейсы кубинских авиаперевозчиков[2];
2. Терминал 2 (открыт в 1988, реконструирован в 2010) — специализируется на чартерных рейсах в США[2];
3. Терминал 3 (открыт в 1998) — самый крупный и современный, обслуживает основную массу международных рейсов[2];
4. Грузовой терминал Aerovaradero (открыт в 2002)[2];
5. Терминал 5 — используется кубинскими авиакомпаниями AeroCaribbean и Aerotaxi[2].

Аэропорт имеет одну взлетно-посадочную полосу длиной 4 тысячи метров с асфальтовым покрытием. В 1970—1980-х годах, аэропорт активно использовался авиакомпаниями стран Варшавского договора и служил важным узловым пунктом для Аэрофлота в Латинской Америке.

### Туристическая инфраструктура
На территории аэропорта расположен Туристический информационный центр, предоставляющий официальную информацию о Кубе на нескольких языках. Центр находится в терминалах 2 и 3 по адресу Av. Van Troi. и Финал ул., Ранчо Бойерос. Здесь туристы могут получить карты, путеводители и консультации о достопримечательностях Гаваны и других регионов Кубы.

## Социальные проблемы и общественная жизнь
Несмотря на наличие важного транспортного узла, Бойерос сталкивается с типичными для кубинской столицы социальными проблемами. В июне 2025 года в социальных сетях появились сообщения о пропаже пожилой женщины в районе Агуада дель Кура, рядом с Терминалом 1 аэропорта. Этот случай иллюстрирует важную роль социальных сетей в кубинском обществе, где они часто становятся основным инструментом для поиска пропавших людей из-за неэффективности официальных каналов.
Как отмечают наблюдатели, увеличение числа исчезновений пожилых людей на Кубе связано с комбинированными факторами: нехваткой медикаментов (особенно для людей с психическими заболеваниями), социально-экономическими трудностями и недостаточной эффективностью работы властей в таких случаях.

## Перспективы развития
Современный Бойерос — это динамично развивающийся муниципалитет, чей рост во многом определяется стратегическим значением международного аэропорта. В последние годы наблюдается развитие туристической инфраструктуры, включая отели, рестораны и транспортные услуги, ориентированные на транзитных пассажиров.
Администрация муниципалитета уделяет внимание благоустройству территорий, прилегающих к аэропорту, созданию новых рабочих мест и развитию социальной инфраструктуры для местных жителей. Особое значение имеет программа цифровизации услуг, включая внедрение электронной системы управления туристическими визами (E-visa), которая позволяет упростить процесс въезда в страну для иностранных гостей.

## Культура
Бойерос обладает уникальным культурным колоритом, сформированным под влиянием миграционных волн, особенно переселенцев с Канарских островов. В архитектуре некоторых районов прослеживаются характерные канарские элементы, а в местной кухне можно встретить блюда, адаптированные из традиционной кухни Канарского архипелага.
Ежегодно в муниципалитете проводятся культурные мероприятия и фестивали, отражающие это смешение традиций. Местные ремесленники сохраняют традиционные методы работы, а музыкальные коллективы включают в свой репертуар как кубинские, так и канарские мотивы.
В окрестностях Бойероса находятся:
- Национальный ботанический сад (Jardín Botánico Nacional) — значимый природный и образовательный центр[5];
- Парк имени Ленина (Parque Lenin) — популярное место отдыха с зоопарком и культурными мероприятиями[6].

Как и вся Гавана, Бойерос сохраняет смешение католических традиций (наследие испанской колонизации) и афрокубинских верований, таких как сантерия.
Бойерос административно объединен с Сантьяго-де-Лас-Вегас, где могут сохраняться колониальные архитектурные элементы и локальные фестивали.

## Транспортная система
Помимо авиасообщения, Бойерос обладает развитой транспортной инфраструктурой, связывающей его с другими районами Гаваны. Основные транспортные артерии включают:
- Авенида Ван Трой — главная подъездная дорога к аэропорту;
- Кольцевую дорогу, соединяющую муниципалитет с основными магистралями столицы;
- Сеть городских автобусных маршрутов, обслуживающих как местных жителей, так и туристов.

В последние годы обсуждаются проекты по развитию железнодорожного сообщения между аэропортом и центром Гаваны, что могло бы значительно улучшить транспортную доступность района.

### Общественный транспорт
В Бойеросе, как и в других районах Гаваны, действуют автобусные маршруты. Учащиеся местных школ, например, старшей школы при Политехническом институте "Вильена", используют общественный транспорт для поездок на занятия. Также используются и межпровинциальные автобусы (например, от компании Empresa de Servicios de Reservación Viajero), которые связывают Гавану с другими регионами.

## Образование и наука
На территории Бойероса расположены несколько важных образовательных и научных учреждений, включая:
- Технические колледжи, готовящие специалистов для авиационной отрасли;
- Филиалы гаванских университетов;
- Научно-исследовательские центры, связанные с транспортной инфраструктурой и логистикой.

Эти учреждения играют важную роль в подготовке квалифицированных кадров для работы в аэропорту и сопутствующих отраслях экономики.